# Sergey Petukhov
Pour les articles homonymes, voir Petoukhov.
Sergey Petukhov (en russe : Сергей Александрович Петухов, Sergueï Aleksandrovitch Petoukhov ; né le 22 décembre 1983) est un athlète russe, spécialiste du 400 mètres.

## Biographie
Il bat son record le 24 juillet 2013 à Moscou, en 45 s 97 ce qui lui permet de faire partie du relais 4 x 400 m des Championnats du monde dans la même ville.
Aux Championnats du monde à Moscou, le relais 4 × 400 m composé de Petukhov, Lev Mosin, Maksim Dyldin et Vladimir Krasnov remporte la médaille de bronze en 2 min 59 s 90 derrière les États-Unis et la Jamaïque.

## Palmarès
| Date | Compétition                    | Lieu     | Résultat | Épreuve   |
| ---- | ------------------------------ | -------- | -------- | --------- |
| 2011 | Championnats d'Europe en salle | Paris    | 4e       | 4 × 400 m |
| 2012 | Championnats du monde en salle | Istanbul | 4e       | 4 × 400 m |
| 2013 | Championnats du monde          | Moscou   | DQ       | 4 × 400 m |

### Records
| Épreuve    | Épreuve      | Performance | Lieu   | Date            |
| ---------- | ------------ | ----------- | ------ | --------------- |
| 400 mètres | En plein air | 45 s 97     | Moscou | 24 juillet 2013 |
| 400 mètres | En salle     | 46 s 89     | Moscou | 7 janvier 2012  |